# Сан-Чиприано-Пичентино
Сан-Чиприано-Пичентино (итал. San Cipriano Picentino) — коммуна в Италии, располагается в регионе Кампания, в провинции Салерно.
Население составляет 5974 человека, плотность населения составляет 351 чел./км². Занимает площадь 17 км². Почтовый индекс — 84099. Телефонный код — 089.
Покровителем коммуны почитается святитель Киприан Карфагенский, празднование 16 сентября.